# Bạch Cư Dị
Bạch Cư Dị (chữ Hán: 白居易; 772 - 846), biểu tự Lạc Thiên (樂天), hiệu Hương Sơn cư sĩ (香山居士), Túy ngâm tiên sinh (醉吟先生) hay Quảng Đại giáo hóa chủ (廣大教化主), là nhà thơ Trung Quốc nổi tiếng thời nhà Đường. Ông là một trong những nhà thơ hàng đầu của lịch sử thi ca Trung Quốc. Đối với một số người yêu thơ văn thì người ta chỉ xếp ông sau Lý Bạch và Đỗ Phủ.
Những năm đầu, ông cùng Nguyên Chẩn ngâm thơ, uống rượu, được người đời gọi là Nguyên Bạch (元白). Sau này, khi Nguyên Chẩn mất, lại cùng Lưu Vũ Tích, hợp thành cặp Lưu Bạch (劉白). Đường Tuyên Tông gọi ông là Thi Tiên (詩仙)
Ông chủ trương đổi mới thơ ca. Cùng với Nguyên Chẩn, Trương Tịch, Vương Kiến, ông chủ trương thơ phải gắn bó với đời sống, phản ánh được hiện thực xã hội, chống lại thứ văn chương hình thức. Ông nói: "Làm văn phải vì thời thế mà làm... Làm thơ phải vì thực tại mà viết", mục đích của văn chương là phải xem xét chính trị mà bổ khuyết, diễn đạt cho được tình cảm của nhân dân. Thơ của ông lan truyền trong dân gian, thậm chí lan sang ngoại quốc như Tân La, Nhật Bản, có ảnh hưởng rất lớn.
Tác phẩm lớn nhất của ông phải kể đến Trường hận ca, Tỳ bà hành, Tần trung ngâm,.. và Dữ nguyên cửu thư.

## Tiểu sử
Tổ tiên ông là người gốc Thái Nguyên, Sơn Tây, sau di cư tới huyện Vị Nam, Thiểm Tây. Năm 15 tuổi ông đã bắt đầu làm thơ, thuở nhỏ nhà nghèo, ở thôn quê, đã am tường nỗi vất vả của người lao động.
Năm Trinh Nguyên thứ 16 (năm 800), ông thi đỗ tiến sĩ được bổ làm quan trong triều, giữ chức Tả thập di. Do mâu thuẫn với tể tướng Lý Lâm Phủ, ông chuyển sang làm Hộ Tào tham quân ở Kinh Triệu.
Năm Nguyên Hòa thứ 10 (815), do hạch tội việc tể tướng Vũ Nguyên Hành bị hành thích và ngự sử Bùi Độ bị hành hung, nhóm quyền thần cho là ông vượt qua quyền hạn, đày làm Tư mã Giang Châu. Giai đoạn từ năm 822 tới năm 824 làm Thứ sử Hàng Châu, năm 825 tới năm 826 làm Thứ sử Tô Châu, sau được triệu về kinh làm Thái Tử Thiếu phó.
Năm Hội Xương thứ 2 (842) về hưu với hàm Thượng thư bộ Hình, sau mất tại Hương Sơn, Lạc Dương.

## Phong cách thơ văn

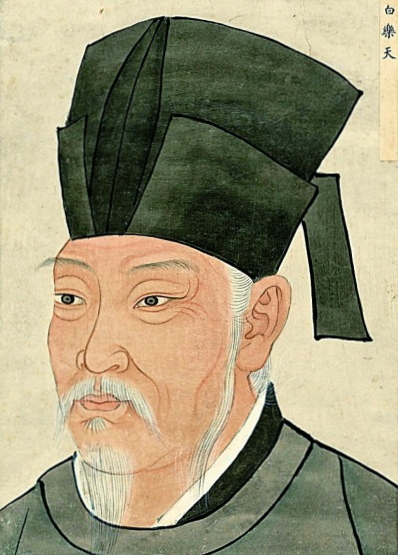
Bạch Lạc Thiên.

Thơ ông mang đậm tính hiện thực, lại hàm ý châm biếm nhẹ nhàng kín đáo. Trường hận ca kể mối tình đẹp của Đường Minh Hoàng và Dương Quý phi, nhưng đọc kỹ thì những ý châm biếm, mỉa mai kín đáo đều có. Ông cùng Nguyên Chẩn đề xướng phong trào Tân Nhạc Phủ, nên trong thơ, ông luôn công kích đời sống xa hoa dâm dật của bọn quý tộc, bóc trần sự bóc lột của bọn quan lại, thông cảm với nỗi thống khổ của dân chúng (Tần Trung Ngâm, Tân Nhạc Phủ).
Thơ ông thấm nhuần tư tưởng nhân đạo, nhân văn. Ông hòa đồng cùng dân chúng, không coi việc làm quan của mình là gì, mà thấy mình cũng bị cuộc đời làm cho bảy nổi ba chìm chẳng khác gì người đời (Tỳ bà hành). Ông thông cảm với những thân gái chịu bao tập tục hủ bại và cảnh nghèo túng mặc dù sắc đẹp thì chẳng thua ai (Nghị hôn).
Ông chủ trương thơ ca phải giản dị để dân chúng đều hiểu được. Không những thế, tình cảm, tư tưởng phải giàu tính nhân dân, nói được nỗi lòng của mọi người trước thế sự, phản ánh nổi thống khổ của nhân dân Trung Quốc đương thời nên gây được cảm xúc mạnh. Thơ ông giàu tính trữ tình. Khi ông bị đi đày từ Tràng An đến Giang Tây, ba bốn ngàn dặm, dọc đường thấy trường học, chùa chiền, quán trọ.... đều có đề thơ của mình, nên càng tự tin ở chủ trương của mình hơn.
Riêng hai bài Tỳ Bà Hành và Trường Hận Ca đã đủ tỏ tài thơ của Bạch Cư Dị. Bằng lối kể chuyện miêu tả, với chủ đề khác nhau, hai bài thơ dài của ông, bài thì bay bướm, hình ảnh đẹp, lời bình trầm lắng, ý ngoài lời, ca tụng, mỉa mai đều kín đáo; bài thì hoà đồng vào cảnh ngộ cùng nhân vật, viết lên những tâm trạng gửi gắm của cả hai, người gẩy -người nghe, vào tiếng đàn trên bến Tầm Dương, bài thơ da diết, buồn thấm thía mà nỗi đời thì vời vợi mênh mang.
Ngoài ra ông còn làm một số bài thơ về thiên nhiên, nhàn tản. Lối nói u hoài, vương một nỗi buồn riêng kín đáo. Ông thích đàm đạo về thiền, về Lão Trang, cũng như là biểu hiện trốn đời, sau khi đã quá ngán về nhân tình thế thái. Ông để lại khoảng trên 2.800 bài thơ.

## Công trạng khi làm quan
Khi làm thứ sử Hàng Châu, thấy các công trình điều tiết nước cho nông nghiệp đã bị bỏ hoang lâu ngày, ông đã cho tu tạo lại Tây Hồ, cho đắp đê tại đây, trên trồng liễu, đến nay vẫn còn và được gọi là Bạch đê. Khi làm thứ sử Tô Châu, ông cho đào một con sông đào nối Hổ Khâu ở phía tây với Xương Môn ở hía đông gọi là Sơn Đường hà.
Sau khi Bạch Cư Dị qua đời, vua Đường Tuyên Tông có làm bài thơ điếu như sau:
Xuyết ngọc liên châu lục thập niên,
Thùy giáo minh lộ tác thi tiên?
Phù vân bất hệ danh Cư Dị,
Tạo hóa vô vi tự Lạc Thiên.
Đồng tử giải ngâm Trường hận khúc,
Hồ nhi năng xướng Tì bà thiên.
Văn chương dĩ mãn hành nhân nhĩ.
Nhất độ tư khanh nhất thương nhiên.
Dịch:
Sáu mươi năm sáng tác ngọc liền châu,
Ai đã chỉ đường làm thi tiên?
Phù vân không gắn tên Cư Dị,
Tạo hóa vô vi tự Lạc Thiên.
Đồng Tử ngâm nga Trường hận khúc,
Hồ nhi ca hát tì bà thiên.
Văn chương đã đến cùng trăm họ.
Mỗi độ nhớ khanh trẫm đau buồn.